# Trouble with the Curve
Trouble with the Curve är en amerikansk  dramafilm från 2012, regisserad av Robert Lorenz. Huvudrollerna spelas av Clint Eastwood, Amy Adams, Justin Timberlake, Matthew Lillard, och John Goodman.